# Episodi di The Protectors (serie televisiva 1964)
La prima e unica stagione della serie televisiva britannica The Protectors è stata trasmessa dalla ABC Weekend Television tra il 28 marzo e il 27 giugno 1964.
| nº | Titolo originale       | Titolo tradotto              | Prima TV UK    |
| -- | ---------------------- | ---------------------------- | -------------- |
| 1  | Landscape with Bandits | Panorama con banditi         | 28 marzo 1964  |
| 2  | The Bottle Shop        | Il negozio di bottiglie      | 4 aprile 1964  |
| 3  | Happy Is the Loser     | Felicità a chi perde         | 11 aprile 1964 |
| 4  | No Forwarding Address  | Non lasciò l'indirizzo       | 18 aprile 1964 |
| 5  | The Loop Men           | I dirottatori                | 25 aprile 1964 |
| 6  | The Stamp Collection   | La collezione di francobolli | 2 maggio 1964  |
| 7  | It Could Happen Here   | Potrebbe succedere qui       | 9 maggio 1964  |
| 8  | Freedom!               | Libertà!                     | 16 maggio 1964 |
| 9  | The Pirate             | Il pirata                    | 23 maggio 1964 |
| 10 | The Deadly Chameleon   | Il camaleonte mortale        | 30 maggio 1964 |
| 11 | Who Killed Lazoryck?   | Chi ha ucciso Lazoryck?      | 6 giugno 1964  |
| 12 | Channel Crossing       | Canale di passaggio          | 13 giugno 1964 |
| 13 | Cargo from Corinth     | Un cargo da Corinto          | 20 giugno 1964 |
| 14 | The Reluctant Thief    | Il ladro riluttante          | 27 giugno 1964 |

## Landscape with Bandits
- Titolo tradotto: Panorama con banditi
- Prima trasmissione: 28 marzo 1964
- Regia: Peter Hammond
- Sceneggiatura: Bill Strutton

### Trama
Viene messo all'asta un quadro del paesaggista Claude Monet ma qualcuno solleva dubbi sul proprietario del dipinto. Ian, Robert ed Heather, nella loro indagine si imbattono in un gallerista spietato, un impiegato ambizioso che vuole rilevare la galleria d'arte, un magnate della stampa e un misterioso e ricco emigrato sovietico.
- Interpreti: Elizabeth Shepherd (Susannah Lane), Barry Justice (Christopher Searle), Gordon Gostelow (Ware), John Baskcomb (Farnham), Ric Hutton (Wheeler), Michael Gover (Milton), Martin Miller (Scionneau), Billy Milton (Whittle), Patrick Durkin (Tinker)

## The Bottle Shop
- Titolo tradotto: Il negozio di bottiglie
- Prima trasmissione: 4 aprile 1964
- Regia: Bill Bain
- Sceneggiatura: Martin Woodhouse

### Trama
Un laboratorio di ricerca sta andando in fallimento perché non ha il monopolio sul settore dell'industria farmaceutica. Chiamati a indagare sul fatto, Ian, Robert ed Heather scoprono che qualcuno sta cercando di rivendere a qualsiasi prezzo le formule segrete scoperte nel laboratorio alla concorrenza, che agisce sotto una insospettabile copertura.
- Interpreti: Faith Brook (dottoressa Bradbury), Peter Bowles (dottor Fothergill), Donald Hewlett (James Fairchild), Mark Kingston (Geoff Barnes), John Bryans (John Maynard), David Graham (Henry Thorne)

## Happy Is the Loser
- Titolo tradotto: Felicità a chi perde
- Prima trasmissione: 11 aprile 1964
- Regia: Jonathan Alwyn
- Sceneggiatura: Lewis Davidson

### Trama
Ian, Robert ed Heather vengono chiamati dalla The Society of British Gaming Clubs poiché molti giocatori d'azzardo perdenti si rifiutano di pagare: i debiti di gioco non erano esigibili per legge e di conseguenza le case da gioco utilizzano dei malviventi per convincerli a onorare quanto dovuto. La società cerca di porre fine a questo andazzo offrendo un'assicurazione, ma ciò li porta in conflitto con due pericolosi delinquenti, Happy Dyer e Cyprian.
- Interpreti: Brian Wilde (Happy Dyer), Neville Becker (Cyprian), Robert Cartland (Oscar Brown), Gerald Harper (Arthur Keir), Christine Finn (Dolores Davis), John Abineri	 (signor Milton), Jasmine Dee (signora Milton), John Ringham (sergente Jarrott), Steve Cory (croupier), Colin Fry (uomo in strada)

## No Forwarding Address
- Titolo tradotto: Non lasciò l'indirizzo
- Prima trasmissione: 18 aprile 1964
- Regia: Raymond Menmuir
- Sceneggiatura: Fiona McConnell

### Trama
Ian, Robert ed Heather sono determinati a risolvere un indovinello e, per ottenere la risposta, seguono una traccia che li porta in un magazzino deserto. Lì trovano un cadavere, e scoprono che è rimasto vittima di una truffa nello smercio all'ingrosso. Devono quindi sgominare il colpevole, ma si accorgono che i truffatori fanno il doppio gioco.
- Interpreti: Norman Bird (Barnaby), Marjie Lawrence (Beryl Frodsham), Michael Wynne (Jason), Reg Lye (Pop Masters), Fredric Abbott (Mac), Norma Parnell (Irene), Brian Hankins (Jim Bradley), Eric Dodson (Fairlie)

## The Loop Men
- Titolo tradotto: I dirottatori
- Prima trasmissione: 25 aprile 1964
- Regia: Peter Hammond
- Sceneggiatura: Larry Forester

### Trama
Ian, Robert ed Heather, per liberare un giovane dalle grinfie di una banda di criminali dirottatori di treni devono contare su un amico ferroviere che però rimane ferito in un agguato; i delinquenti fissano con loro un appuntamento al buio per mezzanotte e scoprono che i dirottamenti servivano per rubare e smerciare ad alto prezzo apparecchiature elettroniche.
- Interpreti: Jeremy Kemp (The Corp), Derren Nesbitt (Stogey Payne), Archie Duncan (Gavin Muir), Anna Cropper (Lucy MacNally), Harry Ross (Tusky Franks), Ian Cullen (David MacNally), Jean Aubrey (Dora Miller), Bryan Mosley (Donald MacBain), Ken Hayward (Duggie Kernohan), Morris Perry (Bert Armstrong), Eric Francis (Old Hackett), Jeremy Ure (Alec Campbell), Christopher Hodge (poliziotto)

## The Stamp Collection
- Titolo tradotto: La collezione di francobolli
- Prima trasmissione: 2 maggio 1964
- Regia: Laurence Bourne
- Sceneggiatura: Ian Kennedy Martin

### Trama
Ian, Robert ed Heather sono chiamati a custodire una famosa collezione di francobolli di fama mondiale che è rinchiusa in un caveau a prova di bomba. Ma si imbattono in un criminale brillante ed astuto.
- Interpreti: Edwin Richfield (Banding), Glynn Edwards (Farrell), Jack May (Hartnell), John Franklyn-Robbins (ispettore Stevens), André Maranne (Argon), Bernard Goldman (Balfe), Beryl Baxter (signorina Nicholson), John McKelvey (Traynor), Michael Goldie (Gerharty), Janet Rowsell (Marisa), Billy Cornelius (Sobell), Anthony Blackshaw (una guardia)

## It Could Happen Here
- Titolo tradotto: Potrebbe succedere qui
- Prima trasmissione: 9 maggio 1964
- Regia: Bill Bain
- Sceneggiatura: Malcolm Hulke

### Trama
Una banda di criminali intende infiltrarsi in un sindacato per tramare un sordido gioco di spionaggio industriale che potrebbe distruggere un funzionario sindacale e la sua famiglia.
- Interpreti: Al Mulock (Victor McMasters), Colette Wilde (Cynthia), Mike Pratt (Brian Winters), Jane Muir (Jean Winters), Stanley Meadows	 (Stanley Arbut), Richard Curnock (Sam Little), Martin Wyldeck (Jack Betjamin), Brian Rawlinson (Doddy), Garth Adams (George Holding), Colin Rix	(Harry Walbourn)

## Freedom!
- Titolo tradotto: Libertà!
- Prima trasmissione: 16 maggio 1964
- Regia: Jonathan Alwyn
- Sceneggiatura: Bill Strutton

### Trama
Due musicisti sovietici fanno richiesta di asilo politico. Una squadra di uomini della sicurezza troppo zelanti creano problemi a Ian, Robert ed Heather quando vengono incaricati di indagare sulla veridicità delle affermazioni di una ragazza componente del duo, poiché si rischia un potenziale incidente internazionale a causa di accordi commerciali sottoscritti dal governo.
- Interpreti: Anthony Newlands (Stefan Yurasov), Mary Miller (Tamara Petrovna), John Robinson (Edmund Newton), Gerald Sim (Tony Kimber), Richard Mathews (Muir, direttore dell'hotel), Michael Collins (ispettore Ward), John Bluthal (Vladimir Kropotny), Roger Delgado (Boris Slankin), Vernon Dobtcheff (Cherni), Paul Eden (impiegato alla reception), Gino Coia (guardia), Tracy Vernon (governante)

## The Pirate
- Titolo tradotto: Il pirata
- Prima trasmissione: 23 maggio 1964
- Regia: Peter Hammond
- Sceneggiatura: John Lucarotti

### Trama
Un contrabbandiere di gioielli è ansioso di smerciare il frutto delle sue rapine; il valore delle gemme è di oltre 30.000 dollari. Ma Ian e Robert hanno altre cose più importanti da sbrigare: Heather, infatti, è stata rapita.
- Interpreti: John Carson (Smokey Grey), Leslie French (Hugh Denver), Helen Christie (Michaela Sadler), Michael Hawkins (Tony Arpege), Mark Petersen (Ford), Lee Fox (Trussler), Redmond Bailey (Archie)

## The Deadly Chameleon
- Titolo tradotto: Il camaleonte mortale
- Prima trasmissione: 30 maggio 1964
- Regia: Laurence Bourne
- Sceneggiatura: Brian Clemens

### Trama
Un timido impiegato di banca viene coinvolto suo malgrado in una frode. Ian, Robert ed Heather riescono a raccogliere le prove della sua innocenza, ma alla vigilia del processo l'impiegato scompare misteriosamente.
- Interpreti: Peter Barkworth (Harold Tilsworth), Basil Dignam (Anson), Carole Shelley (Jill Grainer), Gretchen Franklin (signora Bolland), John Barcroft (Gerry Bates), Jackie Lane (Betty), Martin Friend (meccanico)

## Who Killed Lazoryck?
- Titolo tradotto: Chi ha ucciso Lazoryck?
- Prima trasmissione: 6 giugno 1964
- Regia: Mark Lawton
- Sceneggiatura: Larry Forrester

### Trama
Una spia di alto livello viene trovata uccisa e Ian e Robert si trovano ad affrontare una corsa contro il tempo per trovare il collegamento tra l'ucciso e un prigioniero politico recentemente rilasciato.
- Interpreti: Esmond Knight (Pearce Kettner), Hamilton Dyce (il sindaco), Patricia English (Janice Kettner), Peter Williams (Lord Keele), Anne Godfrey (Christina Melvyn), Derek Benfield (Betts), Bill Cartwright (Teager), Doel Luscombe (sergente di polizia Maynard)

## Channel Crossing
- Titolo tradotto: Canale di passaggio
- Prima trasmissione: 13 giugno 1964
- Regia: Kim Mills
- Sceneggiatura: Malcolm Hulke

### Trama
Ian, Robert ed Heather vengono incaricati di sorvegliare un  importante ministro del governo durante una crociera lussuosa, ma quando il ministro viene pesantemente coinvolto in una vicenda personale rischiando un infarto, i tre si trovano a malpartito.
- Interpreti: Alan Wheatley (James Benson), Mary Kenton (Janine Benson), Barry Linehan (Jack Morgan), Robert Morris (Michael Gray), Andre Charisse (Charles Monnet), David Kelsey (Pierre Monnet), Maurice Hedley (colonnello Harper), Desmond Newling (ufficiale della nave)

## Cargo from Corinth
- Titolo tradotto: Un cargo da Corinto
- Prima trasmissione: 20 giugno 1964
- Regia: Jonathan Alwyn
- Sceneggiatura: John Lucarotti

### Trama
Ian, Robert ed Heather sono chiamati a custodire il viaggio di una preziosa statua in transito da Corinto a Venezia: si ritrovano tutti in mare, ma ben presto scoprono che in molti sono interessati a trafugarla.
Interpreti: George Pravda (Niki Goulani), John Bonney (John Gibbon), Dilys Laye (Shan Davis), Marla Landi (Anna), Warren Stanhope (Mel Fordson), John Chandos (Max Shroeder), Alec Ross (Purser), Terence Lodge (Elia), Maurice Kaufmann (Nicos), George Little (assistente di Purser), Brian Sadler (capitano del cargo)

## The Reluctant Thief
- Titolo tradotto: Il ladro riluttante
- Prima trasmissione: 27 giugno 1964
- Regia: Laurence Bourne
- Sceneggiatura: Bill Strutton

### Trama
Ad Heather viene rubato lo stipendio appena riscosso, e quando Ian rintraccia il ladro, vengono entrambi rapiti. Robert, rimasto l'unico a indagare sulla loro sparizione, scopre che la rapina alla sua collega è stata effettuata per un motivo molto particolare.
- Interpreti: Derek Fowlds (Hughie), Hugh Futcher (Fitz), Tony Steedman (ispettore Tarrant), David Battley (Wally), Maurie Taylor (Duffy), John McKelvey (Matthews), Ann Mitchell (Connie), John Crocker (il fornitore)